# فرودگاه وایلدوود - لوچه میست فارمز
فرودگاه وایلدوود - لوچه میست فارمز (به انگلیسی: Wildwood/Loche Mist Farms Aerodrome) یک فرودگاه همگانی است . این فرودگاه در کشور کانادا قرار دارد و در ارتفاع ۸۷۸ متری از سطح دریا واقع شده است.